# Pfaffstätten
Pfaffstätten – gmina targowa w Austrii, w kraju związkowym Dolna Austria, w powiecie Baden. Według danych Austriackiego Urzędu Statystycznego liczyła 3 505 mieszkańców (1 stycznia 2014).

## Współpraca
Miejscowość partnerska:
- Hörstein – dzielnica Alzenau, Niemcy